# Ezequiel Llorach Aguilar
Ezequiel Llorach Aguilar (Els Omellons, Les Garrigues 1846 - Sant Boi de Llobregat, 1887) fou un escriptor romàntic en llengua castellana.
Durant el curs acadèmic 1869-1870 Ezequiel Llorach obté el títol de Batxiller en Arts en l'Institut de Segon Ensenyament de Lleida. Abandonà la temàtica històrica i la substitueix per un lirisme romàntic. Va escriure alguns articles periodístics a la premsa de Madrid i va publicar el recull de poemes Vibraciones del sentimiento, i la novel·la autobiogràfica Acteón. També va publicar altres poemes, alguns dels quals estaven dedicats a la reina Maria de la Mercè d'Orleans. La seva vida fou tortuosa i va acabar ingressat al manicomi de Sant Boi de Llobregat. Allí morí el 16 de desembre de 1887 a causa d'una congestió del mesencèfal, tot i que algunes fonts asseguren que s'hauria suïcidat.

## Obres

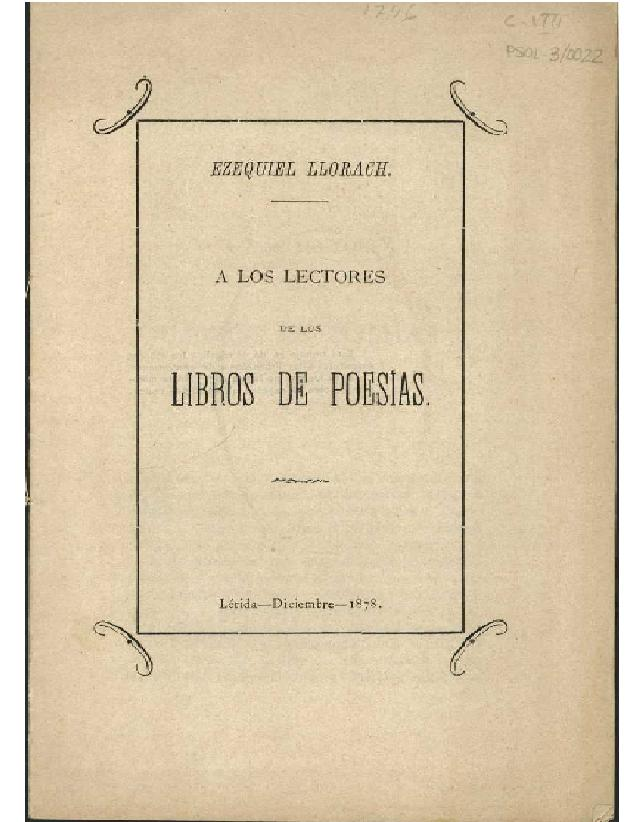
Coberta d'un llibret publicat per Ezequiel Llorach

- Vibraciones del sentimiento, 1878.
- A los lectores de los libros de poesías, 1878.
- Acteón, 1885.

## Enllaços extrens
- En el mar de la vida, poema d'Ezequiel Llorach.